# トータルファイターK
『トータルファイターK』（トータルファイターカオ）は、ゆでたまごによる日本の漫画作品。

## 概要
『デラックスボンボン』（講談社）1993年8月号 - 1995年1月号まで連載。全18話、単行本全4巻。1巻の単行本の帯には「ゆでたまご漫画家生活15周年記念作品」と銘打たれていた。
異種格闘技を題材としており前半は未開の島・喧嘩島、後半は日本・東京を舞台に武者修行が展開されるが、雑誌の休刊に伴い、連載を途中で終了している。
『キン肉マン』と同じく読者参加型の企画「カオの対戦相手募集」を行い、対戦相手を募集していた。ゆでたまごは『キン肉マン』と毛色の違うキャラが来たのが印象深かったと語る。当初、タイトルは「アルティメットファイターK」にする予定だったが、「アルティメット」という言葉が日本で余り浸透しておらず、分かりにくいと思って没となった。
単行本は長らく絶版だったが、2015年10月1日、集英社から電子書籍で発売された。

## あらすじ
日本の領内にありながら、地図にその存在を記されていない島・喧嘩島。そこには幻の格闘技・無敵喧嘩躰術を所有する一族が住んでいた。
無敵喧嘩躰術道場の五代目後取りとして生まれた捕手カオは、幼い頃からスーパー養成スーツを纏い、特訓に明け暮れていたが、自分の力を試すため、16歳の誕生日に行われた異種格闘技戦を皮切りに、日本へ旅立つ。世界一強い男になるため、トータルファイターカオの道場の名誉と威信をかけた他流派との戦いが始まる。

## 登場人物

### 無敵喧嘩躰術
捕手カオ（）
主人公。無敵喧嘩躰術五代目跡取り。モヒカン頭とタラコ唇という愛嬌のある顔立ちであるが、生まれた頃から着用していたスーパーボディー養成スーツにより鍛え上げられた肉体を誇る。16歳の誕生日を境に強い相手と闘うために、格闘戦士としての道を歩み始める。格闘家としては正々堂々の姿勢を貫くが、16年間道場の中で育ったため世間知らずであり、ドジで臆病な面もある。またスーツの締め付けにより、長年便秘気味であったが、スーツを脱いだ後全身の筋肉が自由になったのと同時に肛門の括約筋が緩み、緊張すると大便を漏らす癖がある。しかし、卑劣な格闘家に対しては勇気を奮い立たせて立ち向かい、後に弟子となるサトリボーイの資質を見抜き、指導するなど指導者としての片鱗も見せている。
捕手サバキ（）
カオの父。無敵喧嘩躰術四代目当主。年齢は60歳以上。妻に頭の上がらない部分もあり、奇異な行動を取ることもあるが、格闘技の実力は確かである。
捕手チェイ（）
カオの母。格闘技に関しては素人だが、サバキに厳しい突込みを入れる。
セミ
カオのコーチ。スーパーボディー養成スーツの開発者である。技の解説なども務める。
カイテル
カオの世話役。日本への武者修行にも同行。コミカルな役回りが多い。
サトリボーイ
カオの武者修行の案内人。生真面目な性格でカオやカイテルの奇行にツッコミを入れることが多い。体格は小柄で、自身もその事にコンプレックスを感じていたが、カオの特訓により、格闘家としての才能が開花する。以後カオの闘いをサポートする。ケンカワールドカップ'94ではカオに反発し、予選を勝ち残るが、カオへの恩義に葛藤。最終的にはファスナー・キッドに敗れ、カオに勝利を託す。

### 異種格闘技戦出場者
マーベラス＝ハゲラー
ボクシングミドル級二位のボクサー。カオの最初の対戦相手。スーツの伸縮力が弱まった直後のカオに破れる。
河馬之花（）
横綱。カオの二番手の相手として戦うが、カオの関節技の前に破れる。
ダンダン＝ピカソ
プロレスラー。チェイを人質にして戦うが、養成スーツを脱いだカオの前に敗れる。

### 格闘戦士亜細亜最強決定戦出場者
アイアン＝ヘッド
連勝頭突き術の使い手。中国出身。頭部に巨大なコブを持つ。自ら宅配便となって喧嘩島へ上陸。カオに挑戦しようとしたカンタロウを倒すも、カオに敗れる。その後、ケンカワールドカップ'94に参加するも、予選敗退する。その特異な頭部から、カオに餅つきの杵のように扱われることもある。得意技は「日捲暦ヘッドバッド」。
ミスター＝カリー
ヨガ拳法チャンピオンでヨガ体躯道の使い手。インド出身。FAX回線を使って喧嘩島に上陸した。「ジャワー」が口癖。頭のターバンがなくなると冷静さを失って取り乱す癖があり、カオに大便を乗せられた。弾力に富む肉体と、腕の骨が段階収納式に伸縮するアンテナ関節（ボーン）になっており、長く伸びる腕「スライムアーム」を持つ。また、空中浮遊も可能。その後、ケンカワールドカップ'94に参加するも、予選敗退する。得意技は両腕で相手を臍から引き裂く「アジャンターハンド」。
夢鈴（）
モンゴル拳法を使う女性格闘家。スタイル抜群だが、顔は不細工。カオからは（彼の美的感覚では「なんて美しい人なんだ」と）好意を持たれている。喧嘩島にはヘリコプターから落下し、身体を回転させて放つ「ドリルソバット」で濃霧を追い払い上陸。カオとの対戦相手を決めるため、ゼブラ＝キッドことギャラクシーと戦うが、オーバーボディを破いたのみで、あえなく敗れる。その後、ケンカワールドカップ'94に参加するも、予選敗退する。
戸張カンタロー（）
馬倒柔術拳の使い手。日本出身。年齢はカオと同じ位であり、カオと一番に戦おうとするも、アイアン＝ヘッドに敗れる。ケンカワールドカップ'94では解説を勤めていた。
ストロング
モンゴル相撲の使い手。カリーに父の形見である腹巻きをターバンの代わりにされた上、第2対戦相手に名乗り出たことに納得いかず挑みかかるも、惨殺される。
雷神（）
トルコのレスラーで、大柄な巨体を誇る。喧嘩島には風船を使って上陸していた。トイレでゼブラ＝キッドに戦いを仕掛けるも、負傷する。
ギャラクシー
タイの逆立ち蹴り芸の師範。その実力を恐れたサバキが大会参加を禁止した格闘家。大会に参加するために気弱な武道家ゼブラ＝キッドに変装して出場。雷神、夢鈴を倒した後、カオに敗れる。その後、カオとは友情を結んだ。ケンカワールドカップ'94では予選で足を負傷し、辞退することになる。得意技は「人間ドリル」。

### 影喧嘩術
舌林岳（）
影喧嘩術の一番手。カオの格闘武者修行の一戦目の相手。元力士で、ルール破りの常習者で相撲界を追放された経歴を持つ。背中に背負った甲羅と長い舌を武器とする。キャンパスをローラーにしたビッグローラーデスマッチでカオと闘う。甲羅によりカオのノックアウトKスープレックスを無効化するが、奇策により破られ、新技ブリザードKストレッチに敗れる。その後、キャンバスから落下しそうになるが、カオに助けられる。
ベロ郎（）
舌林岳の弟。ガキ大将。兄同様に長い舌を持つ。カオの実力を図るため、兄の命を受けてサトリをいじめていたが、才能を開花させたサトリの前に敗れる。
カマ衛門（）
カマキリの如き姿をしている格闘忍者。ケンカワールドカップ'94に出場するも、予選敗退の場面も描かれず、失格となる。
ヨーヨー丸（）
巨大なヨーヨーを武器に闘う格闘忍者。ケンカワールドカップ'94に出場するも、予選の総合成績が足りず失格。納得いかず、サトリから出場権を奪おうとして襲うが、返り討ちにされてしまう。
なお、初登場時と後半で顔のデザインが変わっている。

### ケンカワールドカップ'94参加者
ミスター・ゴージャス
アメリカンストリートファイター。カオたちをケンカワールドカップに誘う。頭部にアメリカ国旗のバンダナを巻き、派手なコスチュームを纏っているが、大会委員長であるピポットからの信頼も厚く、カオの実力を見抜いたり、ルールに従わない選手を諌めるなどの誠実な性格。予選を勝ち進むが、決勝トーナメントAブロック一回戦第二試合にて、リオン将軍に敗れる。
エリリン
ロシア出身の女性格闘家。ゴージャスとともに、カオたちをケンカワールドカップに誘う。予選の通算成績が足りず、失格となる。
リオン将軍（）
イギリス出身。ランカシャー体破道の使い手。覆面の下には蛇が巻きついた不気味な素顔を持つ。決勝トーナメントAブロック一回戦第二試合にて、ミスター・ゴージャスに勝利する。得意技は「スネークフェンシング」。
デビル・ザ・クロック
スイス出身。時計改造人間術による改造人間で、『キン肉マン』に登場する機械超人のような外見。内蔵機器による残虐殺法を得意とする。語尾に「ギ」と付けることがある。予選で選手を次々と惨殺し、決勝トーナメントAブロック第一試合にて、チャンポンを惨殺し、勝利する。得意技は「断頭秒針」「死神のぞうきんしぼり」。
ファスナー・キッド
マヤ式プロフェッショナルレスリングのレスラー。中心にファスナーを着けたコスチュームを着ており、ファスナーを開けて実態から二段攻撃することが可能。決勝トーナメントBブロック一回戦第二試合にて、サトリを破る。得意技はDDTの「キッドボンバー」。
チャンポン
中国出身。千虎断殺拳の使い手。額にナルト型の円盤「ナルトカッター」を装着し、一撃必殺のカンフー殺法を得意とする。決勝トーナメントAブロック第一試合にて、圧倒的な実力の前に戦意喪失し、逃亡しようとするも、惨殺されてしまう。なお、雑誌初登場時は『チャーメン』という名だったが、途中からチャンポンに変わっている。
シザー・ハンド
ドイツ出身。コマンドーハサミ拳の使い手。右手がハサミ。左手がクシになっている。乱れた髪を見ると綺麗にしたがる性格。決勝トーナメントBブロック第一試合にてカオに敗れる。得意技は「コウムラリアット」「布裂き爪グシ」。

### その他
ピポット
ケンカワールドカップ'94大会委員長。
不死身超人モヒカーン（）
デパートの屋上でショーを行っていた、宇宙怪人死んじゃえ団と戦うちびっ子たちのヒーロー。カオにサトリと間違えられ、ヒーローショーを台無しにされてしまう。
外見はキン肉マンと同様であり、鶏冠部分がモヒカンに変わっている。

## 用語
無敵喧嘩躰術（）
投げは柔道、パンチはボクシング、キックはムエタイを凌ぐ幻の格闘技。物語の200年前に、捕手クミテにより開設された。600の奥義をすべて体得した者は、トータルファイターと呼ばれ、他の格闘家より讃えられる存在となる。
喧嘩島（）
日本の南端に位置するも、地図には記載されていない。周辺の波は荒く、地形は恐ろしいほど切り立ち、上空は濃霧が立ち込め、飛行機を着陸させる平坦の地もないため、普通の人間にとって上陸は困難。島には少数であるが、無敵喧嘩躰術とは無縁の島民も住んでいる。
ボディーミサンガ
無敵喧嘩躰術において、強さのランク分けとなる腰布。全部で六段階あり、最上段の覇王となった者は捕手クミテのみ。
ケンカワールドカップ'94
世界一の格闘戦士を決める格闘戦士たちの祭典。

## 単行本
- ゆでたまご『トータルファイターK』 講談社 《ボンボンKC》、全4巻
  1. （1994年4月6日） ISBN 4-06-321699-3
  2. （1994年5月6日） ISBN 4-06-321703-5
  3. （1994年11月2日） ISBN 4-06-321721-3
  4. （1995年1月9日） ISBN 4-06-321729-9
- ゆでたまご『闘将!!ゆでたまご』集英社、2004年9月13日、ISBN 978-4-08-106729-9
第1話を収録。
- ゆでたまご『トータルファイターK』 集英社《ジャンプコミックスDIGITAL》、全4巻
2015年10月1日発売。

## 反響
バーグマン田形は作者は子供のための漫画を描こうとしたが下品さが上がり、1話から脱糞放屁人体切断など衝撃的猟奇的なシーンの連続でとても子供には読んでほしいとはならず、カオはキン肉マンそのもので仲間のためなら窮鼠パワーで逆転するのは火事場のクソ力で見た目もモヒカン、たらこ唇なのも被せ過ぎ、単行本の巻末で紹介された対戦相手募集企画の投稿内容はレベルの低さは推して知るべしでメディアミックスされた場合の著作権の帰属先の明記が虚しく響いて、人間離れしたキャラばかりな対戦相手、そのキャラの作画が一部アシスタントによるものであると分かりやすくキン肉マンの下位互換でケンカワールドカップも超人オリンピックでありキン肉マン色が強いと評した。

## エピソード
- 香港にて海賊版コミック『爆笑筋肉人』が刊行されている[3]。